# Desa Rowodadi (administrativ by i Indonesien, lat -7,79, long 109,87)
Desa Rowodadi är en administrativ by i Indonesien.   Den ligger i provinsen Jawa Tengah, i den västra delen av landet, 400 km sydost om huvudstaden Jakarta.